# Шаориярви
Шаориярви — озеро на территории Кестеньгского сельского поселения Лоухского района Республики Карелии.

## Общие сведения
Площадь озера — 1,2 км², площадь водосборного бассейна — 9,96 км². Располагается на высоте 196,2 метров над уровнем моря.
Форма озера треугольная. Берега изрезанные, каменисто-песчаные, местами заболоченные.
Из северо-западной оконечности озера вытекает безымянный водоток, впадающий в озеро Мандуярви, через которое протекает река Писта, впадающая в озеро Верхнее Куйто.
По центру озера расположен один относительно крупный (по масштабам водоёма) остров без названия.
К востоку от озера проходит автозимник.
Код объекта в государственном водном реестре — 02020000811102000004340.